# Bebop en Rocksteady
Bebop en Rocksteady zijn twee fictieve personages uit de eerste animatieserie en derde animatieserie van de Teenage Mutant Ninja Turtles, en de op deze serie gebaseerde stripreeks. Ze werken in alle incarnaties voor de slechterik The Shredder, leider van de Foot Clan.

## Eerste animatieserie

### Biografie
Bebop en Rocksteady waren ooit menselijke leden van een straatbende in New York. Rocksteady was een blonde blanke man en Bebop een grotere Afro-Amerikaan met een hanenkam. Ze worden er met andere leden van hun bende op uit gestuurd om journalist April O'Neil ervan te weerhouden nog meer reportages te maken over de misdaden in de stad. Ze wordt echter gered door de Turtles.
Na deze vernederende nederlaag tegen de Turtles besluit Shredder een paar leden van de straatbende ook te muteren, zodat ze krachten zullen hebben gelijk aan die van de Turtles. Bebop en Rocksteady bieden zich beiden aan als vrijwilligers (hoewel ze geen van beiden weten wat er precies gaat gebeuren). Bebop wordt veranderd in een mensachtig knobbelzwijn en Rocksteady in een neushoorn. Hoewel de transformatie hen inderdaad sterker maakt, blijven ze incompetent en niet in staat de Turtles te verslaan. Het grootste deel van de serie dienen ze vooral als een vrolijke noot met hun stommiteiten.
Bebop en Rocksteady's laatste verschijning in de animatieserie is in de finale van seizoen 8, wanneer ze samen met Shredder en Krang werden opgesloten in Dimensie X. Hoewel Shredder en Krang later nog eenmaal terugkeren, worden Bebop en Rocksteady niet meer gezien.
In de stripserie, die op dit punt inmiddels is afgeweken van de animatieserie, sluiten Bebop en Rocksteady zich aan bij de Turtles.
In het zesde seizoen van de tweede animatieserie is kort een alien te zien die op Bebop lijkt.

### Creatie
Bebop en Rocksteady werden bedacht door Kevin Eastman en Peter Laird speciaal voor de animatieserie. Beide haatten echter de mate waarin het geweld en de duister ondertoon uit de strips werden weggelaten uit de serie. Ook het feit dat beide personages in het tweede seizoen nog dommer werden neergezet viel niet in goede aarde. Daarom stonden ze ook niet toe dat Bebop en Rocksteady zouden worden gebruikt voor de tweede film. In plaats daarvan werden Tokka en Rahzar gebruikt.
Hun namen zijn afkomstig van twee muziekgenres. Bebop is een stijl van jazz en rocksteady een soort Jamaicaanse muziek.

### Wapens
In de animatieserie hadden Bebop en Rocksteady een groot arsenaal wapens tot hun beschikking, vooral vuurwapens en lasers van zowel Aarde als Dimensie X. In het begin van de serie waren ze gewapend met automatische geweren, die later werden vervangen door laserpistolen uit Dimensie X.
Naast deze vuurwapens hadden beide ook messen. Bebop had een mes met een dubbel blad (dat leek op een Gerber Mark II) en Rocksteady een Bowie knife.

### Stemacteurs
In de animatieserie werd Bebops stem ingesproken door Barry Gordon (die ook de stem van Donatello verzorgde). Rocksteady's stem werd gedaan door Cam Clarke (die ook Leonardo zijn stem gaf).

## Videospellen
Bebop en Rocksteady hadden geregeld optredens in de klassieke TMNT-videospellen die waren gebaseerd op de eerste animatieseries. Ze waren vrijwel altijd eindbazen in een van de eerdere levels. In de eerste spellen vochten ze vaak los van elkaar, maar in de latere vormden ze een team. Omdat ze al zo vroeg voorkwamen in het spel waren ze over het algemeen makkelijk te verslaan.

## Film
Bebop en Rocksteady spelen beide mee in de film Teenage Mutant Ninja Turtles: Turtles Forever. Hierin reizen ze met Shredder af naar het universum van de tweede animatieserie, alwaar de Shredder uit dit universum ze rekruteert om voor hem te werken.
Bebop en Rocksteady zullen meespelen in de film Teenage Mutant Ninja Turtles: out of the shadows', die gepland staat voor 2016.
In de animatiefilm Teenage Mutant Ninja Turtles: Mutant Mayhem uit 2023 worden Bebop en Rocksteady ingesproken door Seth Rogen en John Cena. In de Nederlandse nasynchronisatie wordt Bebop ingesproken door Maarten Heijmans.

## Derde animatieserie
Bebop en Rocksteady spelen opnieuw mee in de derde animatieserie, die in 2012 uitkwam. Hierin worden hun stemmen gedaan door J.B. Smoove en Fred Tatasciore.
De twee maken hun debuut wanneer ze nog mensen zijn. Rocksteady is oorspronkelijk Ivan Steranko, een Russische wapenhandelaar en tevens een oude vriend en partner van Shredder. Verder houdt hij zich bezig met verzamelen van antiek. Hij maakt zijn debuut in "Enemy of My Enemy". Bebop is oorspronkelijk Anton Zeck, een Afro-Amerikaanse dief gewapend met een hightechpak (gemodelleerd naar de kostuums uit de film Tron). Hij maakt zijn debuut in "The Legend of the Kuro Kabuto" wanneer Steranko hem inhuurt om Shredders helm te stelen. Hierdoor maken echter beide mannen op Shredder tot hun vijand.
Nadat de Krang New York hebben veroverd, besluiten Steranko en Zeck om Karai, die inmiddels gemuteerd is tot een serpent, te vangen zodat ze Shredder kunnen dwingen hen de stad uit de smokkelen. Het plan mislukt echter en beide mannen worden door Shredder gevangengenomen. Als straf geeft hij ze aan Stockman, die de twee muteert tot een humanoïde neushoorn en wrattenzwijn. Hierna lijft Shredder ze hardhandig in bij de Footclan. In hun eerste opdracht voor Shredder proberen ze tevergeefs om het tegengif dat Donatello gemaakt heeft te bemachtigen zodat ze weer mensen kunnen worden. Nadat dit is mislukt, slagen ze er wel in Karai te vinden en terug te brengen naar Shredder. In "Casey Jones Vs. the Underworld" blijkt dat Shredder via Rocksteady nu ook controle heeft over de Russische maffia.